# Lizzy McAlpine

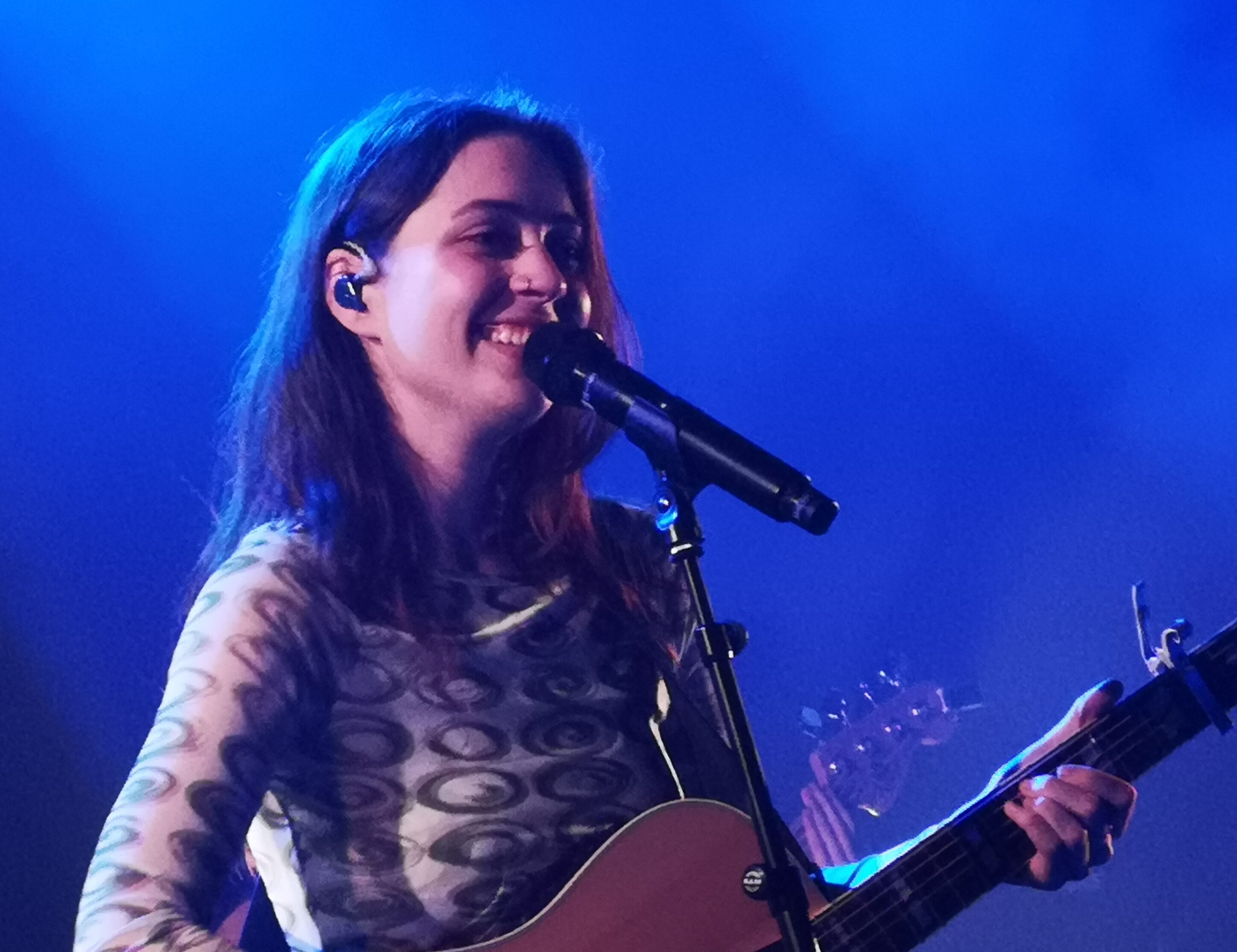
Lizzy McAlpine (2022)

Elizabeth Catherine „Lizzy“ McAlpine (* 21. September 1999 in Philadelphia) ist eine amerikanische Singer-Songwriterin.

## Leben und Wirken
McAlpine schrieb Songs, seit sie in der 6. Klasse war. Auf der Lower Merion High School sang sie in einem gemischten A-cappella-Ensemble und spielte Theater. 
2018 veröffentlichte McAlpine ihre Debüt-EP Indigo. 2019 schrieb sie während eines Aufenthalts in Spanien die Songs ihres Debüt-Studioalbums Give Me a Minute; laut Allmusic gilt es als stimmungsvolles und intimes Folk-Pop-Album und wurde millionenfach gestreamt. Zeitgleich begann sie am Berklee College of Music in Boston ein Studium in Songwriting, in dem sie während der Covid-Pandemie zu Auftritten im Internet animiert wurde. Auf TikTok wurde sie sehr bekannt. Mit der Vorbereitung ihres zweiten Albums brach sie ihr Studium ab.
McAlpines zweites Album Five Seconds Flat (2022) enthält den Song Ceilings, der auf TikTok viral ging. In den Billboard Top 100 schaffte es der Song auf Platz 54 und wurde 230 Millionen Mal angehört. Sie stellte das Album international auf einer Tournee vor.
Auf ihrem dritten Album Older (2024) beschäftigte McAlpine sich weiterhin mit Themen wie Herzschmerz und emotionales Wachstum nach einer Trennung. Das Album, das auf Platz 93 der Billboard-200-Charts einstieg, enthielt auch die Single „I Guess“. Dann tourte sie erneut international.
McAlpine gab am 27. März 2025 ihr Broadway-Debüt als „Nellie Collins“ in dem Musical '„Floyd Collins“ im Vivian Beaumont Theater.

## Diskografie

### Alben
- Give Me a Minute (2020)
- Five Seconds Flat (2022)
- Older (and Wiser) (2024)

### EPs
- Indigo (2018)
- When the World Stopped Moving: The Live EP (2021)

### Singles
- Ceilings (2022)

## Auszeichnungen für Musikverkäufe
| Goldene Schallplatte - Australien - 2023: für die Single Ceilings - Dänemark - 2024: für die Single Ceilings - Kanada - 2025: für die Single Spring into Summer - Spanien - 2024: für die Single Ceilings | 3× Platin-Schallplatte - Kanada - 2025: für die Single Ceilings |

Anmerkung: Auszeichnungen in Ländern aus den Charttabellen bzw. Chartboxen sind in ebendiesen zu finden.
| Land/RegionAuszeichnungen für Musikverkäufe (Land/Region, Auszeichnungen, Verkäufe, Quellen) | Gold     | Platin     | Verkäufe  | Quellen             |
| -------------------------------------------------------------------------------------------- | -------- | ---------- | --------- | ------------------- |
| Australien (ARIA)                                                                            | Gold1    | —          | 35.000    | aria.com.au         |
| Dänemark (IFPI)                                                                              | Gold1    | —          | 45.000    | ifpi.dk             |
| Kanada (MC)                                                                                  | Gold1    | 3× Platin3 | 280.000   | musiccanada.com     |
| Spanien (Promusicae)                                                                         | Gold1    | —          | 30.000    | elportaldemusica.es |
| Vereinigte Staaten (RIAA)                                                                    | —        | Platin1    | 1.000.000 | riaa.com            |
| Vereinigtes Königreich (BPI)                                                                 | —        | Platin1    | 600.000   | bpi.co.uk           |
| Insgesamt                                                                                    | 4× Gold4 | 5× Platin5 |           |                     |